# Okrašovice

Stará pečeť obce Okrašovice

Okrašovice jsou vesnice, místní část obce Slaviček. Rozkládají se asi 4,4 km na jihovýchod od Třebíče. První písemná zmínka o nich pochází z roku 1101 a souvisí se založením benediktinského kláštera v Třebíči. Ve vesnici žije 61 obyvatel.

## Geografická charakteristika
Vesnice Okrašovice leží v jihozápadní čtvrtině svého katastrálního území. Na severu a západě sousedí s územím Pozďátek, na východě se Střížovem, na západě dále s Kožichovicemi a Klučovem a na jihu se Slavičky. Nadmořská výška zastavěného území obce se pohybuje mezi 490 a 500 m n. m. Samo katastrální území dosahuje nejnižší nadmořské výšky v údolí Střížovského potoka na severovýchodě – 440 m n. m. Naopak nejvýše katastrální území Okrašovic dosahuje na jihozápadě při Záhoří (540 m n. m.).
Okrašovice jsou na silniční síť napojeny silnicí č. III/35120, resp. č. III/35118, která se připíná k silnici č. II/351 a Okrašovice druhým směrem spojuje i s Pozďátkami. Silnice kolem centrální části byla realizována na zasypaném příkopu kolem tvrzi.

## Název
Na vesnici bylo přeneseno původní pojmenování jejích obyvatel Okrašovici (nejstarší doklad z 12. století má podobu Ocrasseuici), které bylo odvozeno od osobního jména Okraš(a) a znamenalo "Okrašovi lidé".

## Historie
Okrašovice náležely mezi první statky benediktinského kláštera v Třebíči. K roku 1678 se v Okrašovicích uvádí uvádí 3 půlláníci a 3 chalupníci, k roku 1755 3 půlláníci a 4 chalupníci, k roku 1840 2 celoláníci, 1 půlláník, 4 chalupníci a 4 domkaři.
Okrašovice dříve bývaly osadou Střížova. V roce 1890 a následujících jsou uváděny jako část Slaviček.
| Rok            | 1869 | 1880 | 1890 | 1900 | 1910 | 1921 | 1930 | 1950 | 1961 | 1970 | 1980 | 1991 | 2001 |
| -------------- | ---- | ---- | ---- | ---- | ---- | ---- | ---- | ---- | ---- | ---- | ---- | ---- | ---- |
| Počet obyvatel | 109  | 101  | 113  | 108  | 114  | 131  | 125  | 68   | 66   | 69   | 76   | 65   | 64   |

## Památky
- kaple sv. Jiljí